# Inazuma Eleven Strikers 2012 Xtreme
 (mars 2020).
Si vous disposez d'ouvrages ou d'articles de référence ou si vous connaissez des sites web de qualité traitant du thème abordé ici, merci de compléter l'article en donnant les références utiles à sa vérifiabilité et en les liant à la section « Notes et références ».
Pour l'épisode précédent, voir Inazuma Eleven Strikers.
Inazuma Eleven Strikers 2012 Xtreme est un jeu vidéo de rôle développé et édité par Level-5 sur Wii sorti en décembre 2011 au Japon.
Le thème principal du jeu est centré sur le football. Il s'agit du deuxième épisode de la série à être développé sur console de salon après Inazuma Eleven Strikers. Cet opus permet de retrouver l'ensemble des personnages apparus dans Inazuma Eleven et Inazuma Eleven GO. Les graphismes ont été améliorés et les équipes et techniques mises à jour par rapport à l'ancienne version.
Une suite intitulée Inazuma Eleven Go Strikers 2013 est sortie le 20 décembre 2012 au Japon.